# Assedio di Mileto
L'assedio di Mileto nel 334 a.C. oppose l'esercito di Alessandro Magno alle forze congiunte della guarnigione di Mileto e della flotta persiana.

## Premesse
Dopo avere sconfitto i satrapi locali nella battaglia del Granico, Alessandro prese possesso della costa dell'Asia Minore, con lo scopo di interrompere l'azione della flotta persiana e di garantire una migliore via di comunicazione con l'Ellade (potendo allora passare solo tramite l'Ellesponto). Alessandro riuscì a prendere rapidamente il controllo marittimo della zona, poiché lungo le rive del mar Egeo erano presenti principalmente città greche o ellenizzate.
Il porto di Mileto era di importanza fondamentale per la flotta persiana, per non perdere del tutto il controllo dell'Egeo. Inoltre, il comandante della guarnigione persiana della città aveva già preso contatti con Alessandro, per offrirgli la consegna della città. Ma, appreso dell'imminente arrivo delle forze di Farnabazo II, cambiò idea.

## Inizio delle operazioni

### Arrivo delle flotte
Il comandante della flotta greca (composta da 160 triremi), Nicanore, superò la flotta persiana e gettò le ancore al largo dell'isoletta di Lade, dov'era il più importante dei tre porti della città. Allo stesso tempo, Alessandro comparve davanti alla città e diede inizio alle operazioni per l'assedio. Ordinò alla sua flotta di bloccare qualsiasi intrusione dal mare verso Mileto. Tre giorni dopo, le 400 triremi persiane arrivarono. Ma vedendo la baia occupata dalle navi greche, i persiani decisero di ancorarsi davanti al promontorio di Micale a nord. Malgrado la vicinanza tra le due flotte nemiche, Alessandro evitò il combattimento navale, considerando le proprie truppe invincibili sulla terra, mentre l'equipaggio persiano era composto da ciprioti e Cilici abituati alla guerra marittima.

### Presa della città
Dopo il fallimento di diversi tentativi di negoziato, Alessandro fece avanzare scale e arieti, ordinando intanto alla flotta di raggiungere il porto e di bloccarne tutte le uscite. Presto nelle mura fu aperta un'ampia breccia, dentro alla quale i macedoni si precipitarono, irrompendo nella città. La guarnigione, i mercenari e gli abitanti che difendevano la città, attaccati da tutte le parti, cercarono di fuggire per mettersi in salvo. La maggior parte cercò di forzare il blocco marittimo e di raggiungere una piccola isola vicina. Alcuni nuotarono sugli scudi, mentre altri utilizzarono delle imbarcazioni.
Una volta padrone della città, Alessandro condusse le sue truppe su delle piccole imbarcazioni per inseguire i fuggitivi, che si erano radunati sull'isola. Vedendo che i fuggitivi erano pronti a morire gloriosamente, annunciò che li avrebbe perdonati e li graziò a condizione che accettassero di sottomettersi a lui e mettersi al suo servizio. Trecento mercenari andarono a rinforzare i suoi ranghi e i milesi ebbero la salva vita.

## Fine delle operazioni

### Schermaglie navali
Da Micale, i persiani assistettero alla caduta di Mileto senza intervenire seriamente. Ogni giorno la flotta persiana si andava ad anteporre alla flotta greca nel tentativo di provocare lo scontro. E ogni giorno la stessa flotta rientrava presso il promontorio senza essere riuscita ad ottenere quanto tentato.
Volendo far spostare la flotta persiana senza muovere la propria, Alessandro inviò un piccolo contingente armato ad occupare la costa di fronte alla quale si erano ancorate le navi persiane, impedendo loro di sbarcare. Privati delle loro vie d'approvvigionamento di acqua e cibo, i persiani dovettero ritirarsi a Samo per rifornirsi.

## Conseguenze
Alessandro conquistò il controllo di gran parte della costa occidentale dell'Asia minore, la flotta persiana fu costretta a ritirarsi presso le isole dell'Egeo, che sarebbero state assorbite gradualmente dalla sfera di influenza greca. I persiani tentarono successivamente di ritirarsi verso i territori della futura Palestina e dell'Egitto.